# パーヴェル・グラチョフ
パーヴェル・セルゲーエヴィチ・グラチョフ（Павел Сергеевич Грачёв、1948年1月1日 - 2012年9月23日）は、ソビエト連邦およびロシアの軍人、政治家。ロシア連邦初代国防相。上級大将。ソ連邦英雄。

## 来歴
1948年トゥーラ州に生まれる。リャザン空挺高等指揮学校、フルンゼ軍事アカデミーを卒業する。1972年にソ連共産党入党。1981年からアフガニスタン戦争に従軍し、空挺部隊の副連隊長、連隊長として勤務。1983年、ソ連領内に戻り、副師団長。1985年、師団長としてアフガニスタンに戻る。アフガン戦争従軍時、「最小限の人的損失の下での戦闘任務の遂行」によりソ連邦英雄称号を授与された。
1990年、参謀本部アカデミーを卒業し、ソ連空挺軍副司令官に任命。同年12月から司令官。
1991年8月のソ連8月クーデターでは、国家非常事態委員会からエフゲニー・シャポシニコフ空軍総司令官（後、ソ連国防相、CIS統合軍総司令官）と相談の上、ボリス・エリツィン陣営に参加を表明。以後、エリツィンに重用される。クーデター後、ソ連国防省第一次官。1992年1月からCIS統合軍第一副総司令官。同年には、ヴィクトル・バランニコフと共にロシア連邦では初の上級大将階級授与者にもなっている。
1992年5月にロシア連邦国防省が設置されたことに伴い、初代国防大臣に就任する。国防相としては、エリツィンの意に諾々と従うケースが多く、1993年モスクワ騒乱事件ではエリツィンの命令に従って最高会議ビルを砲撃させた。また、1994年の第一次チェチェン戦争ではチェチェン武装勢力を軽視し、鎧袖一触だと言わんばかりの態度であったが逆に政府軍に大損害を与え、現在に至るチェチェン問題を招く結果となった。戦局のまずさに加え、兵器の横流しに手を染めていたという汚職疑惑もあり、政敵であったアレクサンドル・レベジがロシア連邦安全保障会議書記に就任し、エリツィンにグラチョフの解任を要求したため、1996年6月国防相を解任された。後任の国防相には、レベジ派のロジオノフが就任した。1998年国営兵器・装備輸出会社（ロスヴォオルジェーニエ）の最高軍事顧問に就任した。
2012年9月23日、モスクワの軍病院で死去。64歳没。

## 受勲
レーニン勲章、赤旗勲章、赤星勲章、「ソ連軍における祖国への奉仕に対する」勲章、アフガン赤旗勲章、「個人的勇気に対する」勲章を受章。ソ連邦英雄。